# Scleropogon brevifolius
Scleropogon brevifolius är en gräsart som beskrevs av Rodolfo Amando Philippi. Scleropogon brevifolius ingår i släktet Scleropogon och familjen gräs. Inga underarter finns listade i Catalogue of Life.